# Valle de Polop

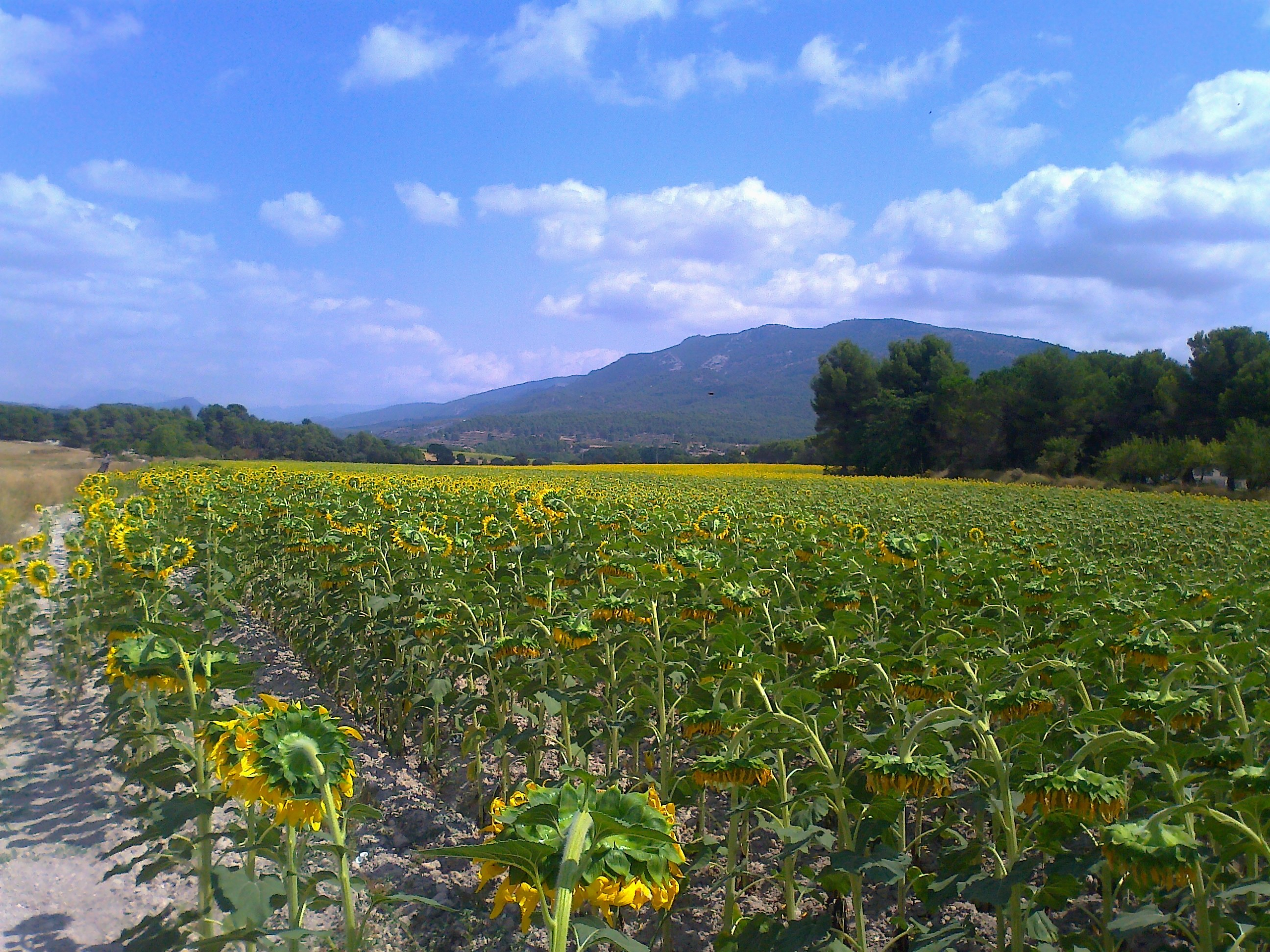
Panorámica del Valle de Polop, Alcoy (Alicante)

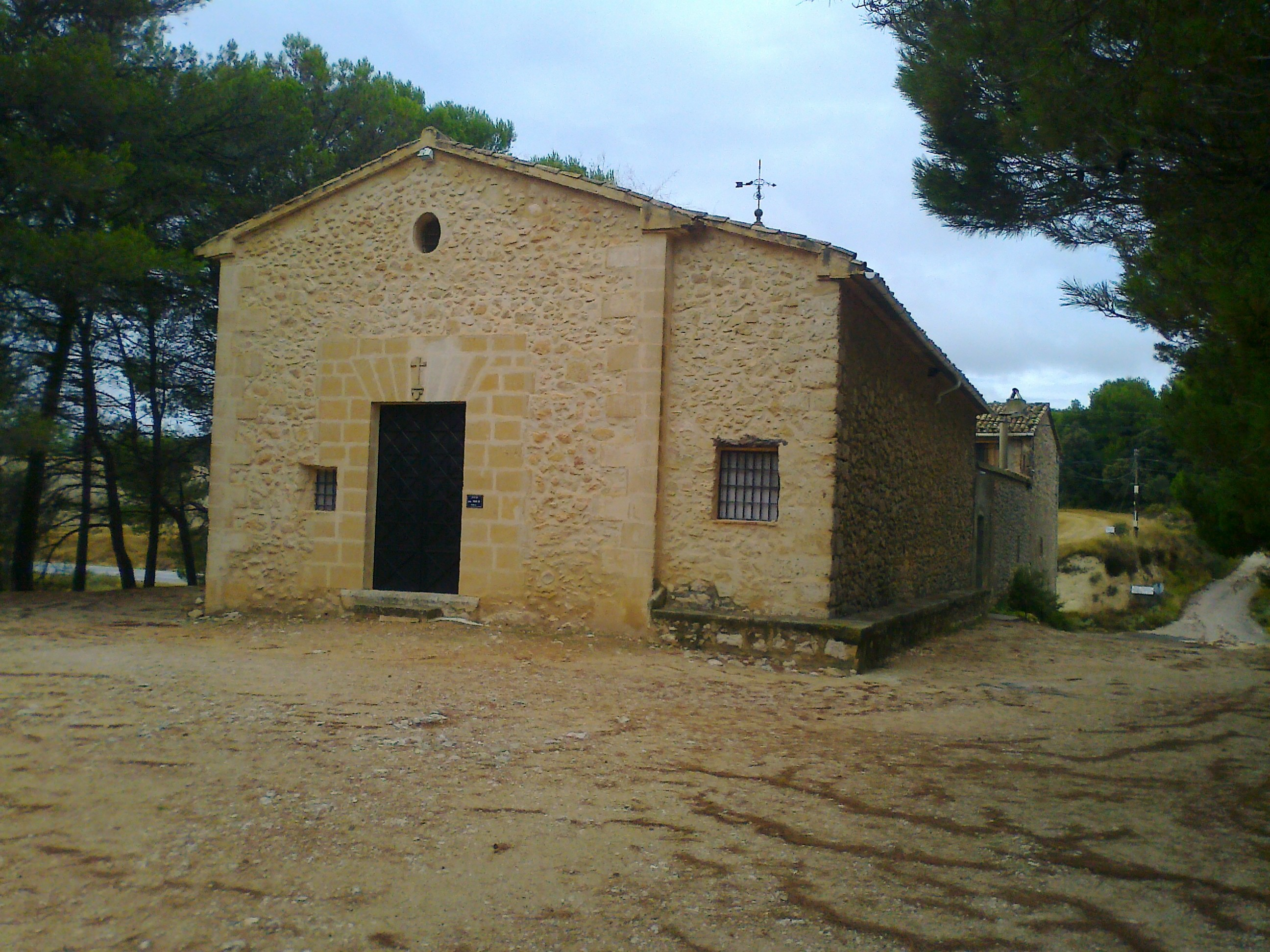
Ermita de la parroquia de San Isidro Labrador en el Valle de Polop, Alcoy (Alicante)

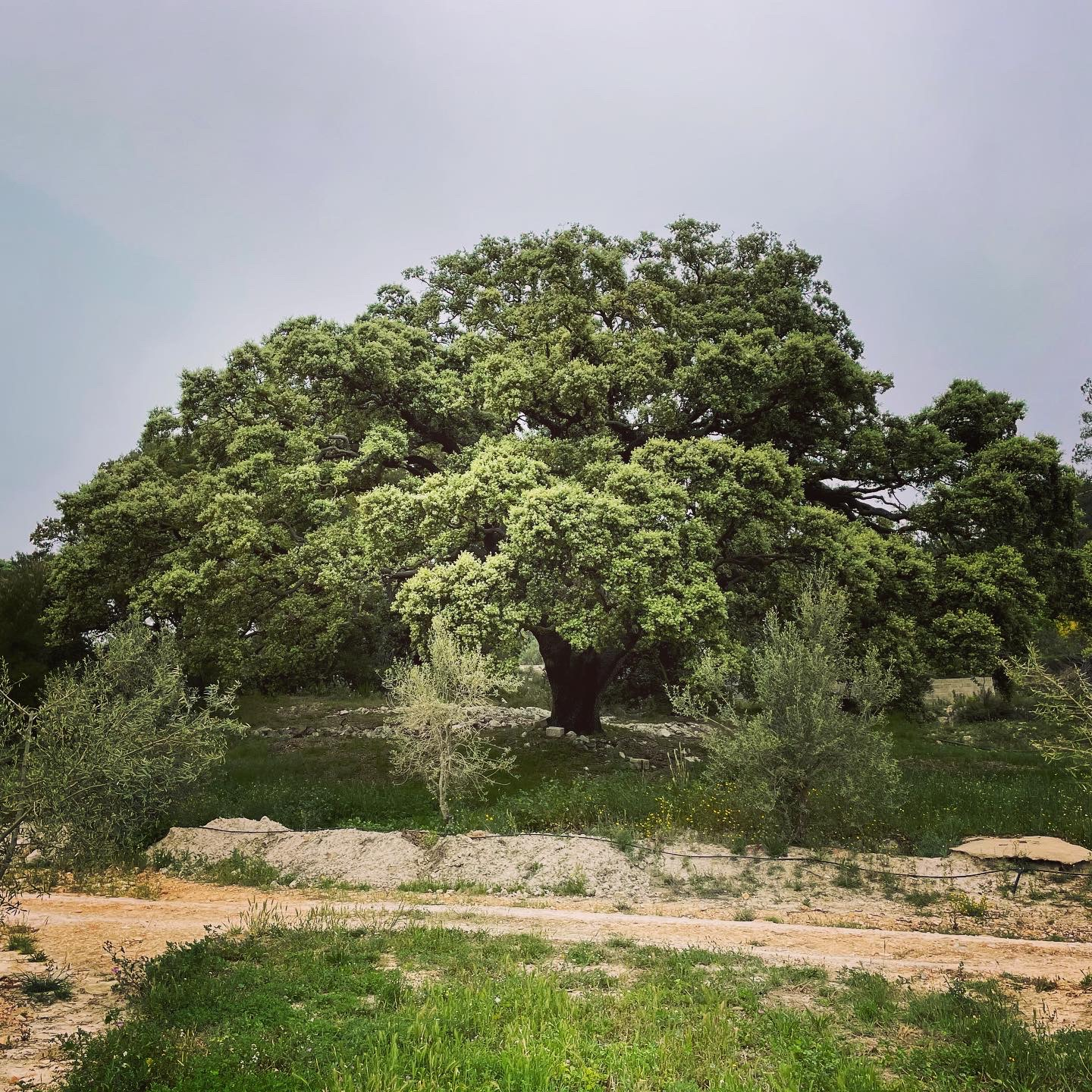
Carrasca centenaria en el valle de Polop, en la finca Torrevella

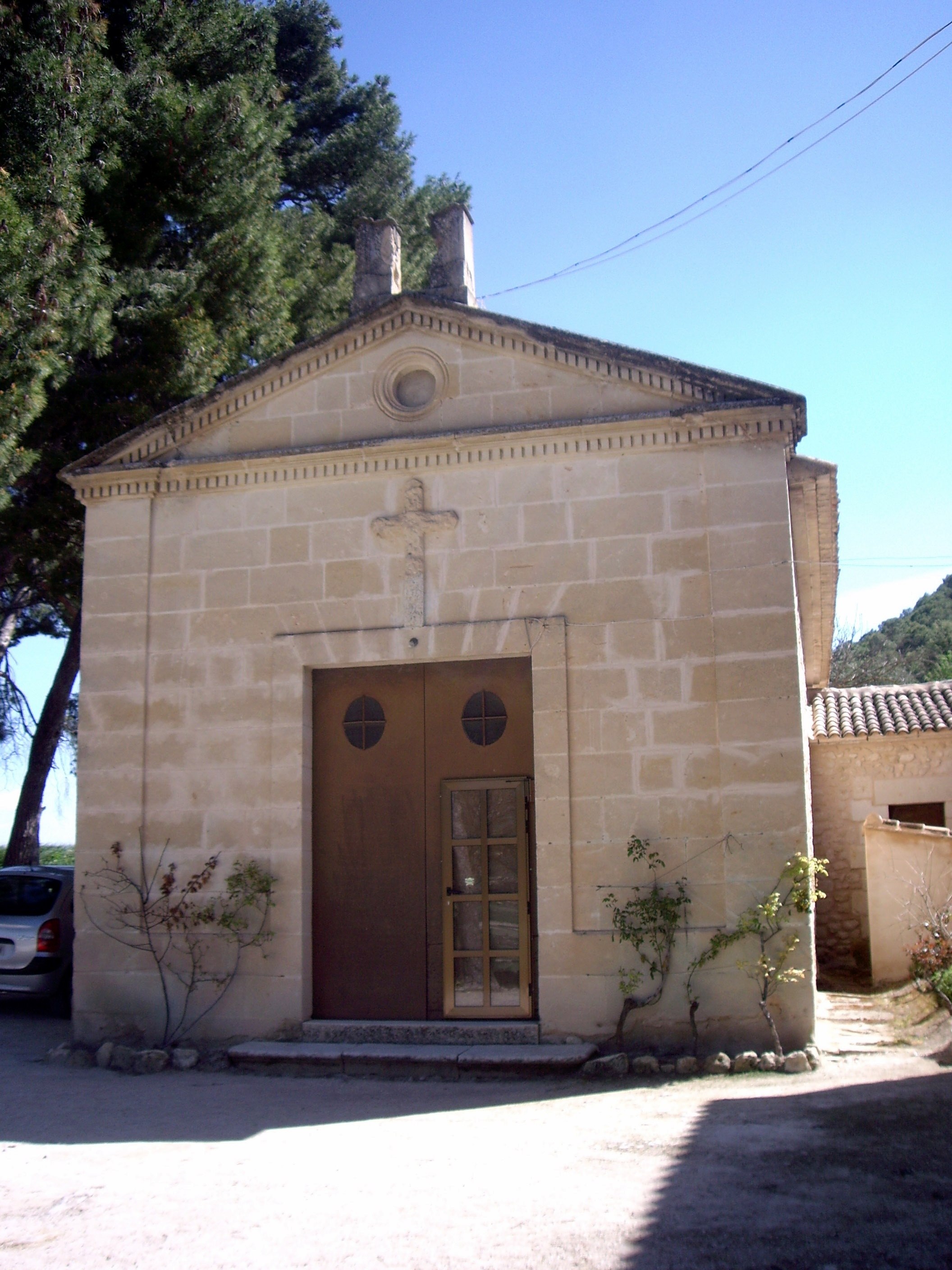
Ermita de Barchell o de San José, en la partida rural de Barchell, Alcoy

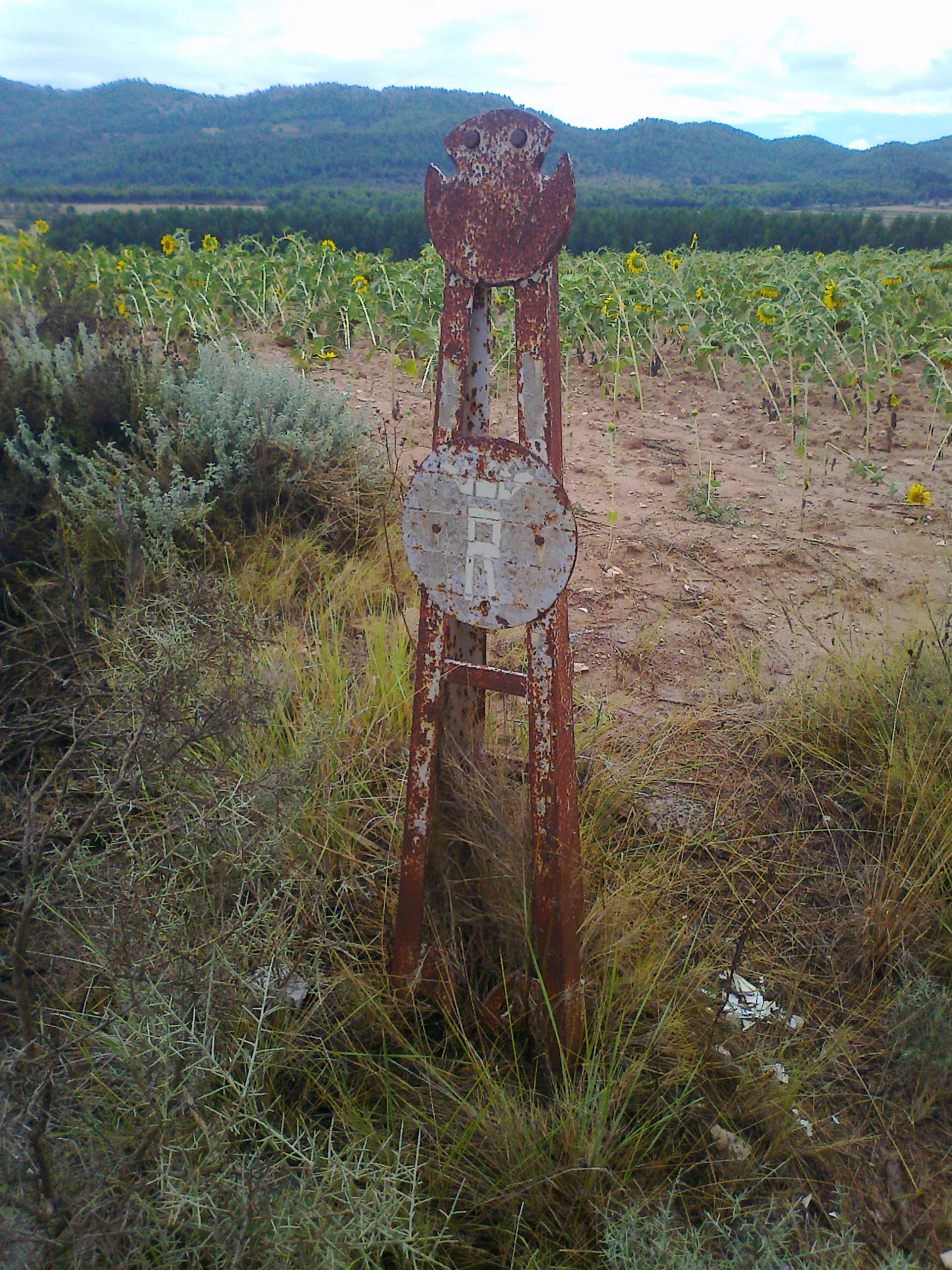
Señal con la inicial del marqués de Rubalcaba en la partida de Polop Alt

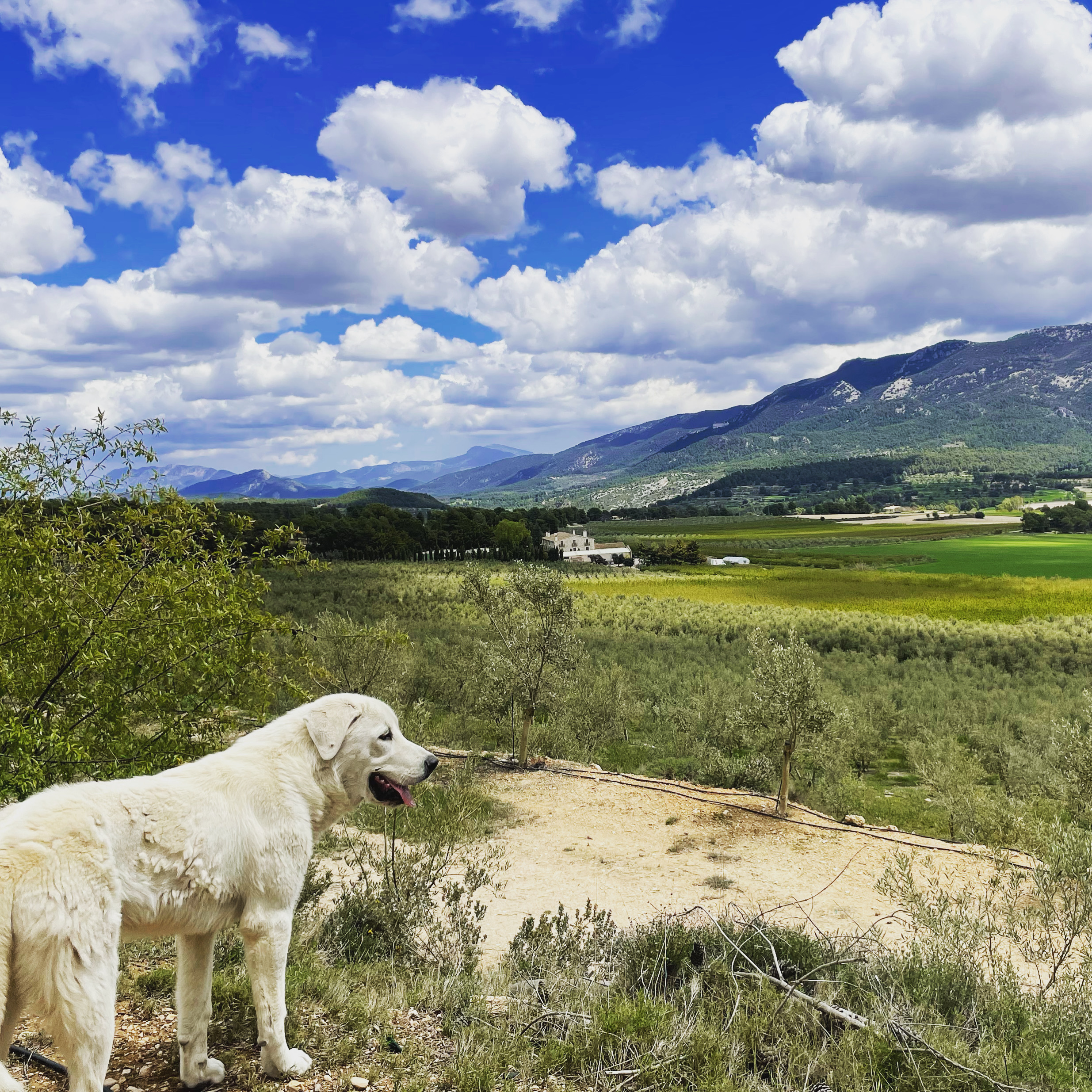
Vista panorámica del valle desde la parte alta, Polop Alt

El Valle de Polop es un valle situado en Alcoy (Alicante), Comunidad Valenciana, España. Se encuentra situado entre los parques naturales de la Fuente Roja al sur y de la Sierra de Mariola al norte.

## Localización
El valle se encuentra en el término municipal de Alcoy, lindando con las localidades de Bañeres, Ibi, Onil y Bocairente, ya en la provincia de Valencia. Sus principales accesos por carretera son:
| CV-795 que une Alcoy con Bañeres.                                                    |
| CV-801 que parte de Ibi y enlaza con la de Alcoy-Bañeres.                            |
| CV-802 desde Onil que enlaza con la CV-801 y posteriormente con la de Alcoy-Bañeres. |
| CV-803 Enlaza Onil - CV-795 (Bañeres - Alcoy).                                       |

## Características
El valle de Polop es una llanura irregular, dado lo accidentado de su orografía, enclavado entre las montañas de la sierra de Mariola y la sierra del Menejador. La altura del valle oscila entre los 700 metros en su parte más baja (Barchell y Polop Baix) y los 900 metros en su parte más alta (Polop Alt). El valle tiene una forma alargada y consta de unos 10 kilómetros de largo por unos 2 o 3 kilómetros en su parte más ancha. 
El valle comprende las partidas rurales de Barchell y Polop y una parte de la partida de Baradello Gelat, pertenecientes todas ellas a Alcoy. La partida rural de Polop administrativamente se encuentra dividida en Polop Alt, en la parte del valle de mayor altitud y más alejada de Alcoy, y en Polop Baix, la parte del valle de menor altitud y más cercana a la partida de Barchell y a Alcoy.
En el valle nacen el río Polop, el Troncal y el río Barchell, todos ríos o barrancos afluentes del río Serpis, y que suponen el nacimiento de este último.

## Historia
El valle fue habitado en la prehistoria y según los expertos fue habitado por los íberos mediante pequeñas construcciones o cabañas. En 2014 se encontró una villa romana dedicada a la explotación agrícola, en la zona de Polop Alt por investigadores de la Universidad de Alicante y del Museo Arqueológico Camil Visedo de Alcoy. De momento, supone el primer hallazgo de arqueología romana en Alcoy. Posteriormente, existió un núcleo de época musulmana en les Solanetes, muy cerca del castillo de Barchell.
En la etapa medieval tuvo lugar la construcción del castillo de Barchell para proteger a la población mudéjar de los alrededores. Más tarde, el valle fue poblado mediante la construcción y explotación agrícola de las masías del valle, construcción típica del interior del Reino de Valencia. Se estima que las masías más antiguas datan de los siglos XIV o XV. Paulatinamente, se construirán más masías en el valle, que a partir de los siglos XVIII-XIX servirán de lugar de recreo para la pujante burguesía industrial alcoyana.
El valle ha conservado su tradicional paisaje y vida tranquila, a pesar de que en él en la década de los 70 se edificó la urbanización de Montesol en la partida de Polop, chalets diseminados en la partida de Barchell o la urbanización del Baradello Gelat. Posteriormente, las construcciones no fueron a más y hoy en día, la mayor parte del valle goza de protección, ya que la mayoría de su extensión se encuentra dentro de los límites de especial protección de los parques naturales de la Sierra de Mariola y de la Fuente Roja.

## Flora y fauna
En el valle se encuentra una numerosa fauna y flora que es común a la que se halla en los parques naturales de la Fuente Roja al sur y de la Sierra de Mariola al norte, ya que el propio valle supone la conexión y unión real de ambos espacios naturales.
Respecto a la fauna, se pueden encontrar perdices, conejos, el zorro, el águila perdicera, el jabalí, el arrui, el muflón y como rapaz nocturna el autillo europeo. La flora del valle posee buena parte de la riqueza y variedad de la flora de la sierra de Mariola, podemos encontrar el romero, la pebrella, el tomillo, etc. El valle está poblado de numerosas carrascas, algunas de ellas centenarias y bosques de pinos.

## Patrimonio
El principal patrimonio cultural del valle son sus tradicionales masías, la inmensa mayoría de las cuales tienen varios siglos de antigüedad y algunas en concreto poseen un indudable valor arquitectónico. En este sentido cabe destacar que algunas masías también poseen ermitas propias construidas entre los siglos XVIII y XIX.
En el valle se encuentran además los siguientes monumentos:
- Castillo de Barchell: De construcción medieval, data del siglo XIII.
- Ermita de Polop: Construida en el siglo XVII o XVIII para dar servicio religioso a las masías del valle.

## Economía
El Valle ha vivido tradicionalmente de la agricultura, la ganadería y actualmente algunas masías se han reconvertido en alojamientos rurales. Los cultivos más comunes en el valle son los cereales (cebada y trigo principalmente), las pipas de girasol, los almendros, cerezos, manzanos, olivos y distintas plantas medicinales y aromáticas. 
Hasta principios y mediados del siglo XX, la gran mayoría de las tierras de cultivo del valle estaban dedicadas al cultivo de la vid, siendo lo habitual que cada masía del valle produjera su propio vino, ya que todas poseían una bodega propia para almacenar el vino. Especialmente era usual la variedad autóctona, la monastrell. A partir de la década de los 80 y los 90 del siglo XX, y debido a la filoxera y a la vejez de las parras de vid, este cultivo fue reemplazado paulatinamente por otros menos problemáticos o más rentables como los cereales, principalmente cebada y trigo, las pipas de girasol y olivos.
La ganadería, que hasta finales del siglo XX fue muy habitual en el valle, dado que los pastores tenían acuerdos con las masías para dejar pasturar a su rebaño en ellas, actualmente está extinguida, excepto en alguna explotación agrícola concreta y muy localizada.

## Fiestas y tradiciones
Respecto a las fiestas cabe destacar las fiestas de Barchell, Montesol y Polop, todas entre los meses de agosto y septiembre.
- Las fiestas de la partida de Barchell se celebran en el primer fin de semana de septiembre.
- Las fiestas de la urbanización de Montesol se celebran a mitad de agosto.
- La Procesión de la bendición de los campos a San Isidro Labrador de la partida de Polop se celebra en la Ermita de Polop el último domingo de agosto. Tradicionalmente también se celebraban fiestas en la ermita de Polop en el último fin de semana de agosto, pero desde finales de la década de 1980, se realiza únicamente la tradicional bendición de los campos en su ermita, a excepción de alguna celebración religiosa ocasional el último sábado de agosto.

Entre las tradiciones del valle se encontraban las relacionadas con la actividad agrícola y ganadera, como la de la vendimia o la de la matanza del cerdo, que se realizaban antiguamente en muchas de las masías del valle. Actualmente, la una por la extinción del cultivo de la vid o la otra, por el desuso de la actividad ganadera, han desaparecido. 
Otra tradición que ha existido siempre en las masías del valle es la de la elaboración del herbero casero a partir de hierbas aromáticas del propio valle de Polop y de la sierra de Mariola. Esta tradición aun se mantiene viva en algunas masías del valle.